# One Dream
"One Dream" é uma canção da cantora pop sul-coreana BoA, lançada em 18 de março de 2012. Conta com a participação de Henry do Super Junior-M e Key do SHINee. A canção foi incluída no décimo-quinto álbum de BoA, Only One.

## Produção e lançamento
"One Dream" foi produzida por Toby Gad que, juntamente com Palo Alto, Marty James e Lyrica Anderson, também compuseram a canção. A canção foi usada como música-tema para as finais do K-pop Star, um talent show da SBS, no qual a própria BoA foi uma das juradas. Em 18 de março de 2012, a canção foi lançada como single digital e alcançou a 24ª posição na parada semanal de singles da Gaon Chart. "One Dream" foi mais tarde incluída no décimo-quinto álbum de estúdio de BoA, Only One, lançado em 22 de julho do mesmo ano. A canção voltou nas paradas semanais e chegou à 34ª posição.

## Desempenho nas paradas
| Parada             | Melhor posição |
| ------------------ | -------------- |
| Gaon Singles Chart | 23             |
| K-Pop Billboard    | 51             |